# Ткаченко Максим Миколайович
Ткаченко Максим Миколайович (нар. 24 січня 1983) —  перший заступник Голови комітету з питань прав людини, деокупації і реінтеграції тимчасово окупованих територій в Донецькій, Луганській областях і Автономній Республіці Крим, міста Севастополь, національних меншин і міжнаціональних відносин та координатор підкомітету з питань прав і свобод осіб, які проживають на тимчасово окупованих територіях України, та внутрішньо переміщених осіб та підкомітету з питань тимчасово окупованих територій України.

## Життєпис
Максим Ткаченко народився 1983 року на Луганщині.
До 2014 року проживав в Луганську, де керував компанією «Майстер-шоу», що організовує гастролі відомих артистів. Перший концерт організував у 1997 році — у Сєвєродонецьку в Льодовому палаці.
З початком військових дій на Донбасі з родиною переїхав до Києва. У серпні 2014 року став одним із співвласників ТОВ «КВАРТАЛ-КОНЦЕРТ» — дочірньої компанії Студії «Квартал 95». Він володіє чвертю уставного фонду компанії та є її керуючим партнером. З 2016 року він також концертний директор співачки Тіни Кароль, а з 2018 року — продюсер гурту «БЕЗ OБМЕЖЕНЬ».
Очолював команду Володимира Зеленського на президентських виборах 2019 року в Луганській області.
Заступник голови депутатської фракції партії «Слуга народу».
Перший заступник голови Комітету Верховної Ради з питань прав людини, деокупації та реінтеграції тимчасово окупованих територій у Донецькій, Луганській областях та Автономної Республіки Крим, міста Севастополя, національних меншин і міжнаціональних відносин.
Радник Секретаря РНБО з питань реінтеграції і відновлення Донбасу.

## Критика
Будучи в статусі радника секретаря РНБО, назвав керівництво терористів, так званих, ЛНР та ДНР професійними, порядними та чесними людьми, котрі достойні очолити місцеву владу.
Нецензурно грозився побити народного депутата Олексія Кучеренка, котрий назвав Ткаченка та його колег по фракції «малолітніми клоунами».

24 листопада 2024 року член комітету Верховної Ради з питань прав людини - Максим Ткаченко заявив, що "Близько 150 тисяч внутрішньо переміщених осіб повернулися на тимчасово окуповані території, зокрема, до 70 тисяч - у тимчасово окупований Маріуполь", а вже наступного для спростовував власны слова заявою "Таких даних немає. Це було моє необґрунтоване та емоційне припущення", — сказав нардеп. Ткаченко додав, що є окремі випадки, коли українці з різних причин змушені здійснювати поїздки на тимчасово окуповані території, “але аж ніяк не йдеться про сотні чи навіть десятки тисяч, і загальної перевіреної статистики навіть теоретично не може бути”.
“Я висловився некоректно, тому хочу спростувати свої слова”, — заявив Ткаченко.
22 Липня 2025 року проголосував за проєкт закону 12414, що обмежує Національне антикорупційне бюро України та Спеціалізовану антикорупційну прокуратуру. Закон викликав хвилю антикорупційних протестів.